# Dorami
Dorami (ドラミ?) è un personaggio del manga e anime Doraemon.

## Biografia del personaggio
Dorami è la sorella minore di Doraemon e, come il fratello, è un gatto robot proveniente anch'esso dal XXII secolo; è di colore giallo, non ha le orecchie ma veste con un fiocco rosso in testa e ha un gattopone a quadratini rossi. È caratterialmente un po' impicciona, a volte irascibile e testarda ma anche molto dolce e gentile verso il prossimo: si dimostra spesso apprensiva, sia nei confronti di Nobita che del fratello. A differenza di quest'ultimo, terrorizzato dai topi, Dorami ha una fobia per gli scarafaggi e bada al pronipote di Nobita, Sewashi; il suo cibo preferito è il melonpan.

## Altri media
Dorami è comparsa in otto episodi del fumetto di Doraemon
| Rivista      | Nº volume      | Numero         | Titolo               |
| ------------ | -------------- | -------------- | -------------------- |
| 小学館BOOK   | Non rilasciato | gennaio 1974   |                      |
| 小学館BOOK   | Volume 11      | febbraio 1974  | テレビ局をはじめたよ |
| 小学館BOOK   | Volume 7       | marzo 1974     | 山奥村の怪事件       |
| 小学生ブック | Volume 9       | maggio 1974    | ウラシマキャンデー   |
| 小学生ブック | Volume 5       | giugno 1974    | 地底の国探検         |
| 小学生ブック | Volume 4       | luglio 1974    | 海底ハイキング       |
| 小学生ブック | Volume 6       | agosto 1974    | ネッシーが来る       |
| 小学生ブック | Volume 8       | settembre 1974 | とう明人間目ぐすり   |